# 佐伯町 (広島県)
佐伯町（さいきちょう）は、かつて広島県の佐伯郡に存在した町。
2003年3月1日に隣接する佐伯郡吉和村とともに廿日市市に編入されて消滅した。

## 地理
河川（全て小瀬川水系）
- 小瀬川
- 大虫川
- 玖島川
- 友田川

山
- 大峯山（標高1,050m）
- 三倉岳（標高702m）

## 沿革
- 1955年4月1日 - 佐伯郡津田町及び浅原村・玖島村・友和村・四和村が対等合併して佐伯町が成立した。
- 1982年4月1日 - 町名の読み方を「さえきちょう」から「さいきちょう」に変更する。
- 2003年3月1日 - 北隣の佐伯郡吉和村とともに廿日市市に編入されて消滅した。

## 名所・旧跡
- 万古渓（ばんこけい）
- 羅漢渓
- 道の駅スパ羅漢
- 岩倉温泉
- 小瀬川温泉
- 所山温泉
- 羅漢温泉

## 大字
- 浅原（あさはら）
- 飯山（いいのやま）
- 河津原（かわづはら）
- 玖島（くじま）
- 栗栖（くりす）
- 津田（つた）
- 峠（とうげ）
- 友田（ともた）
- 永原（ながはら）
- 中道（なかみち）
- 虫所山（むしところやま）

## 交通（2003年2月28日当時のデータ）

### 鉄道
町内を鉄道路線は通っていない。鉄道を利用する場合の最寄り駅は、JR西日本山陽本線宮内串戸駅。

### 路線バス
- 広電バス
- 佐伯交通
- 津田交通

### 道路
国道
- 国道186号
- 国道434号

主要地方道
- 山口県道・広島県道2号岩国佐伯線
- 広島県道30号廿日市佐伯線
- 広島県道42号大竹湯来線

一般県道
- 広島県道・山口県道119号佐伯錦線
- 広島県道292号川角佐伯線
- 広島県道293号本多田佐伯線
- 広島県道294号虫道廿日市線
- 広島県道295号助藤津田線
- 広島県道460号栗谷河津原線
- 広島県道461号白砂玖島線
- 広島県道471号所山潮原線

## 教育（2003年2月28日当時のデータ）
小学校
- 佐伯町立浅原小学校
- 佐伯町立玖島小学校
- 佐伯町立津田小学校
- 佐伯町立友和小学校

中学校
- 佐伯町立佐伯中学校

高等学校
- 広島県立佐伯高等学校